# Mujirushi ou Le Signe des rêves
Mujirushi ou Le Signe des rêves (夢印, Mujirushi) est un manga de Naoki Urasawa, prépublié dans le magazine Big Comic Original de l'éditeur Shōgakukan entre octobre 2017 et février 2018 et édité en un volume au Japon.
En France, cette œuvre est publiée en deux albums aux éditions Futuropolis dans la collection « Musée du Louvre » entre le 23 août 2018 et le 11 octobre 2018.

## Description

### Synopsis
Entrepreneur japonais naïf, ruiné et abandonné par sa femme partie en croisière, Takashi est seul avec sa fille Kasumi. Le jour où il découvre un étrange « signe des rêves » qui, malgré les aposiopèses de Kasumi, le mène jusqu’à un énergumène aux dents saillantes. Ce dernier leur raconte son incroyable aventure au musée du Louvre et, toujours sous la méfiance de Kasumi, propose au père une offre — pour sauver ses dettes — en allant à Paris…

### Personnages
Kasumi KamodaUne fillette.
Takashi KamodaLe père de Kasumi.
Iyami, alias « Monsieur le Directeur »L’homme aux dents saillantes.
MizoguchiL’inspecteur.
MichelLe pompier, parlant japonais.
Mme BardotLa grand-mère de Michel.

## Postérité
Critique
Lise Lamarche d'Actua BD souligne que « ce premier tome alterne brillamment entre situations pesantes et effets comiques. Le ridicule personnage d’Iyami demeure néanmoins énigmatique et, si la situation désespérée de Takashi est touchante, son manque de discernement répété devient risible ».

## Liste des volumes et chapitres
| no | Japonais         | Japonais                                                                | Français        | Français          |
| no | Date de sortie   | ISBN                                                                    | Date de sortie  | ISBN              |
| --- | ---------------- | ----------------------------------------------------------------------- | --------------- | ----------------- |
| 1 | 30 juillet 2018, | 978-4-0986-0042-7 (édition standard) 978-4-0917-9258-7 (édition deluxe) | 23 août 2018    | 978-2-7548-2577-1 |
| Liste des chapitres : - 1er sheey-pitre : L’Institut - 2e sheey-pitre : La Capitale de l’élégance - 3e sheey-pitre : Le Tableau - 4e sheey-pitre : La Pierre ronde - 5e sheey-pitre : Les Colis |                  |                                                                         |                 |                   |
| 2 | -                |                                                                         | 11 octobre 2018 | 978-2-7548-2581-8 |

### Documentation
- Mujirushi, le signe des rêves : Naoki Urasawa entre dans l’histoire du Louvre